# Necrophilus hydrophiloides
Necrophilus hydrophiloides es una especie de escarabajo carroñero primitivo de la familia Agyrtidae. Se encuentra en América del Norte.